# Ткачик очеретяний
Тка́чик очеретяний (Ploceus castanops) — вид горобцеподібних птахів ткачикових (Ploceidae). Мешкає в регіоні Африканських Великих озер.

## Опис
Довжина птаха становить 14 см, вага 18-27 г. Самці під час сезону розмноження мають переважно жовте забарвлення, верхня частина тіла у них оливково-зелена, поцяткована темними смугами. На обличчі чорно-бура "маска". Очі білуваті.

## Поширення і екологія
Очеретяні ткачики мешкають на сході Демократичної Республіки Конго, в Уганді, Руанді, на півночі Бурунді, на південному заході Кенії та на північному заході Танзанії. Вони живуть в очеретяних заростях на берегах річок і озер, на болотах та в інших водно-болотиних угіддях. Зустрічаються на висоті до 2100 м над рівнем моря. Живляться переважно насінням, а також комахами. Розмножуються протягом всього року. Очеретяні ткачики є моногамними, гніздяться колоніями. В кладці 2-3 рожевуватих або блакитнуватих яйця. поцяткованих червонуватими плямками.